# Гончаренко Іван Іванович (Герой України)
Іва́н Іва́нович Гончаре́нко (1992—2024) — український військовослужбовець, учасник російсько-української війни, Герой України (2024, посмертно).

## З життєпису
Народився 1992 року в місті Олександрія. 2020 року закінчив Одеську військову академію за спеціальністю «військове управління підрозділами десантно-штурмових військ», звання лейтенанта. Командир 3-ї аеромобільної роти військової частини А 4165. Брав участь в обороні населених пунктів Щастя, Геївка, Рубіжне, Кремінна, Сєверодонецьк, Білогорівка (Луганської області) та Богородичне, Долина і Святогірськ (Донецької області).
Загинув 6 лютого 2024 року під мінометним обстрілом у смт. Білогорівка Луганської обл. — зазнав множинних поранень, несумісних з життям.

## Нагороди
- Звання Герой України з удостоєнням ордена Золота Зірка (28 червня 2024, посмертно) — за особисту мужність і героїзм, виявлені у захисті державного суверенітету та територіальної цілісності України, самовіддане служіння Українському народові[1].